# پیپرووو
پیپرووو (به بلغاری: Piperovo) یک منطقهٔ مسکونی در بلغارستان است که در شهرستان دوپنیتسا واقع شده‌است.